# Hans Johner
Hans Johner (* 7. Januar 1889 in Basel; † 2. Dezember 1975 in Thalwil) war ein Schweizer Schachspieler.

## Der Schachspieler
Hans Johner wurde 12-mal Schweizer Meister, erstmals 1908, zuletzt 1950. Damit ist er Landes-Rekordmeister. Fünfmal gewann er die Coupe Suisse, dreimal (1927, 1931 und 1956) nahm er an einer Schacholympiade teil, außerdem an der inoffiziellen Schacholympiade 1924. 1950 wurde er Internationaler Meister.

## Der Kommentator
Hans Johner betreute 57 Jahre lang, von 1914 bis 1971, die Schachspalte der Neuen Zürcher Zeitung. Hier veröffentlichte er Meisterpartien und kommentierte diese ausführlich. Seine Analysen wurden auch im Ausland von Schachspielern beachtet und geschätzt. Er übergab die Kolumne zunächst an Werner Issler, der sie 1976 an Johners gute Freundin Odette Vollenweider weiterreichte. Diese betreute die Kolumne bis Ende 2010.

## Schachkomposition
Hans Johner interessierte sich für die Schachkomposition. In der Neuen Zürcher Zeitung behandelte er viele Schachaufgaben. Auch hat er selbst etwa 200 komponiert, mehrere davon wurden mit Preisen ausgezeichnet.
|   | a | b | c | d | e | f | g | h |   |
| 8 |   |   |   |   |   |   |   |   | 8 |
| 7 |   |   |   |   |   |   |   |   | 7 |
| 6 |   |   |   |   |   |   |   |   | 6 |
| 5 |   |   |   |   |   |   |   |   | 5 |
| 4 |   |   |   |   |   |   |   |   | 4 |
| 3 |   |   |   |   |   |   |   |   | 3 |
| 2 |   |   |   |   |   |   |   |   | 2 |
| 1 |   |   |   |   |   |   |   |   | 1 |
|   | a | b | c | d | e | f | g | h |   |

Lösung:

1. Td4! (droht Dd3 matt)

falls 1. … Txd4 2. Sf1 matt

oder 1. … f5 2. Dh3 matt

oder 1. … Sf5 2. Lg5 matt

oder 1. … Lf5 2. Dh6 matt

oder 1. … Tf5 2. Sg4 matt

## Der Musiker
Ebenso wie sein Bruder Paul (1887–1938) – auch ein starker Schachmeister, der zwischen 1907 und 1932 sechsmal Schweizer Meister wurde – war Hans Johner von Beruf Musiker. Er spielte als Bratschist und Violinist im Tonhalle-Orchester Zürich, gleichzeitig arbeitete er als Violinlehrer.